# Таурази, Дайана
Дайана (Ди) Лурена Таурази (англ. Diana «Dee» Lurena Taurasi; род. 11 июня 1982, Глендейл, Калифорния) — американская баскетболистка. Играла на позиции атакующего защитника. Единственная в истории всех командных видов спорта 6-кратная олимпийская чемпионка (2004, 2008, 2012, 2016, 2020 и 2024), трёхкратная чемпионка мира (2010, 2014 и 2018) в составе сборной США. Трёхкратная чемпионка Национальной ассоциации студенческого спорта (NCAA) в составе «Коннектикут Хаскис» и трёхкратная чемпионка женской НБА в составе «Меркури». Единственная в истории баскетболистка, выступавшая на 6 Олимпийских играх (у мужчин этого добился испанец Руди Фернандес).

## Биография

### Детство
Родилась в Глендейле, штат Калифорния. Её отец, Марио, итальянец по происхождению, вырос в Аргентине, где познакомился с аргентинкой Лиллиан, матерью Ди. Марио Таурази был профессиональным футболистом и несколько лет играл на позиции вратаря. После рождения первой дочери Джессики, семья эмигрировала в США, где и родилась Дайана Таурази.
В детстве Таурази болела за «Лос-Анджелес Лейкерс» и мечтала играть как Мэджик Джонсон. Также Таурази играла в футбол и болела за команду Аргентины.

### Старшая школа
Таурази училась и играла в Высшей школе Дона Антонио Луго, где в 2000 году получила премию Шерил Миллер, а газета Los Angeles Times назвала Таурази лучшим игроком Южной Калифорнии. Также Таурази получила премию Нейсмита и звание игрока года школьной лиги по мнению издания «Parade». Таурази вошла в двадцатку лучших игроков национальной школьной лиги и участвовала во Всеамериканской Игре среди старшеклассников (WBCA High School All-America Game), в которой завоевала титул MVP. В конце школьной карьеры на счету Таурази было 3047 очков. Она вывела свою школу Don Lugo из вечных аутсайдеров в лидеры чемпионата.

### Колледж
Школьные достижения привели Таурази в университет Коннектикута. Тренер Джино Оримма лично пригласил Таурази в команду UConn — он навестил её семью и преподнес бутылку вина «Таурази» из тех мест Италии, откуда был родом её отец. В составе баскетбольной команды UConn Huskies Таурази дебютировала в регулярном чемпионате NCAA 2000—2001.
Таурази хотела взять 1-й номер, но тренер намекнул, что это слишком самоуверенно, и она выбрала 3-й.
Играя в основном на позиции разыгрывающего, Таурази привела свою команду к трём чемпионским титулам NCAA подряд (2002, 2003, 2004).
Таурази получила и много личных наград, включая Приз Нейсмита лучшему игроку года среди студентов (2003, 2004), Приз имени Маргарет Уэйд (2003) и звание игрока года по мнению «Ассошиэйтед Пресс». Сенатор штата Томас Гэффи выдвинул её кандидатуру на звание героя штата.
Её статистика в играх за колледж: 15,0 очков, 4,3 подборов и 4,5 результативных передач в среднем за игру. За четыре года, которые Таурази провела в UConn, команда уступила сопернику всего 8 раз.

### Карьера в ВНБА

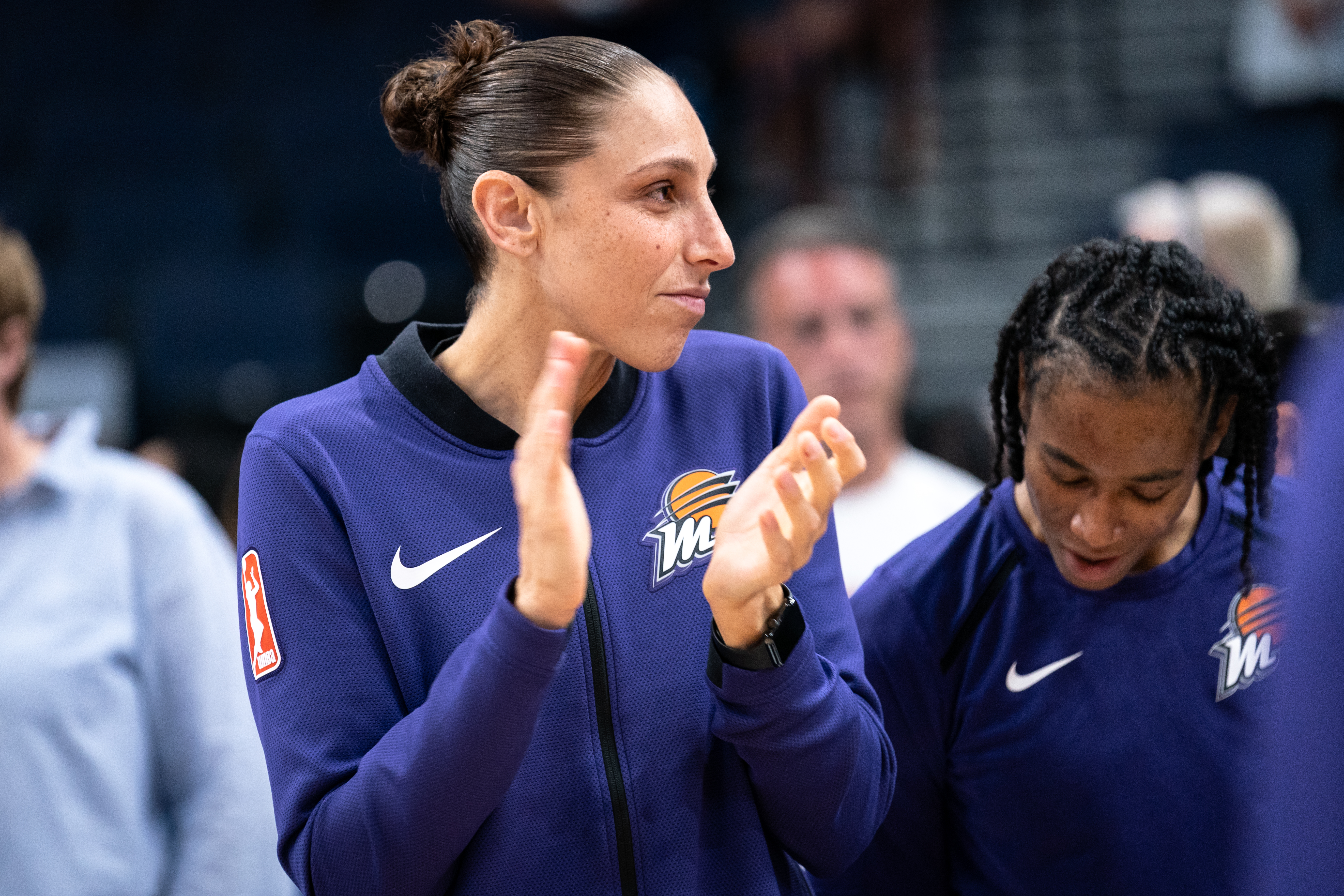
2019 год

Таурази была выбрана под первым номером драфта WNBA 2004 командой «Финикс Меркури», аутсайдером прошлых сезонов. Порой ей приходилось играть на позиции форварда, хотя это не соответствовало её основной позиции — атакующего защитника.
В своем дебютном матче Таурази набрала 26 очков и привела «Финикс» к победе в игре с серьёзным соперником — командой Сиэтла. За свой первый сезон в WNBA Таурази набирала в среднем 17,0 очков, 4,4 подборов и 3,9 результативных передач за игру. Хоть «Финиксу» и не удалось выйти в плей-офф, Дайана Таурази была названа новичком года и участвовала в матче всех звезд.
В 2005 году Таурази набирала в среднем 16,0 очков, 4,2 подборов и 4,5 результативных передач за игру, борясь с травмой лодыжки. Она была выбрана для участия в матче всех звезд второй год подряд, но «Меркури» снова пропустил плей-офф.
Ещё до начала сезона 2006 главным тренером «Финикс Меркури» стал бывший тренер NBA — Пол Уэстхед. Он привнес в игру команды скорость и темп. Состав команды был укреплен новым игроком, вторым номером драфта WNBA 2006 — Кэппи Пондекстер. Таурази участвовала в матче всех звезд третий раз подряд. В 2006 году установила рекорд по результативности за игру (47 очков), рекорд по количеству очков за один сезон (741 в течение регулярного сезона WNBA 2006) и рекорд по результативности за регулярный сезон WNBA — 25,3 очков, 4,1 результативных передач и 3,6 подборов в среднем за игру. Несмотря на это, «Финиксу» опять не удается выйти в плей-офф.
В 2007 году клуб достиг плей-офф WNBA. В финале «Финикс» обыграл чемпиона прошлых лет «Детройт Шок». Благодаря этой победе Таурази стала седьмым игроком за всю историю, завоевавшим чемпионский титул NCAA, WNBA и олимпийское золото.
С 2004 года Таурази стала играть за национальную сборную США. За это время она стала шестикратной олимпийской чемпионкой (2004, 2008, 2012, 2016, 2021, 2024), трёхкратной чемпионкой мира (2010, 2014, 2018) и бронзовым призёром чемпионата мира 2006 года.
В 2009 году Таурази стала самым ценным игроком (MVP) регулярного сезона, привела «Финикс» ко второму чемпионству и была названа самым ценным игроком финала. Такой хет-трик удавался только лишь ещё Синтии Купер-Дайк.
В 2011 году Таурази седьмой раз была выбрана в символическую «первую команду WNBA» и попала в Топ-15 лучших игроков за всю историю ЖНБА.
В 2014 году Таурази была выбрана для участия в матче всех звёзд WNBA, вышла на второе место в WNBA по количеству набранных очков за карьеру, привела «Финикс» к третьему чемпионству, стала самым результативным игроком финалов за всю историю WNBA и получила MVP финала WNBA 2014.
Снялась в фильме 2021 года «Космический джем: Новое поколение», как цифровая версия по имени Белая Мамба.

### Личная жизнь
13 мая 2017 года женилась на австралийской баскетболистке Пенни Тейлор. У пары двое детей — сын Лео Майкл Таурази-Тэйлор (род. 1 марта 2018) и дочь (род. 9 октября 2021).

## Достижения
Командные
- Олимпийская чемпионка 2004, 2008, 2012, 2016 и 2020 годов
- Чемпионка мира 2010, 2014 и 2018 годов
- Бронзовая призёрка чемпионата мира 2006 года
- Чемпионка мира 2000 года среди игроков до 18 лет
- Бронзовая призёрка чемпионата мира 2001 года среди игроков до 19 лет
- Чемпионка женской НБА: 2007, 2009, 2014
- Чемпионка NCAA 2002, 2003 и 2004 годов
- Серебряный призёр Мировой Лиги ФИБА 2007
- Чемпионка женской Евролиги 2007, 2008, 2009, 2010, 2013, 2016
- Серебряный призёр Евролиги: 2015
- Бронзовый призёр Евролиги: 2014, 2017
- Чемпион России (7): 2007, 2008, 2013, 2014, 2015, 2016, 2017
- Серебряный призёр чемпионата России (2): 2009, 2010
- Бронзовый призёр чемпионата России (1): 2006
- Обладатель Кубка России: 2013, 2014 (MVP финала)

Личные
- Самый ценный игрок женской НБА 2009 года
- Самый ценный игрок финала женской НБА: 2009, 2014
- Новичок года в женской НБА 2004 года
- Участница Матча всех звёзд женской НБА: 2004, 2005, 2006, 2007, 2008, 2009, 2010, 2011, 2013, 2014
- Включена в первую сборную всех звёзд женской НБА: 2004, 2006, 2007, 2008, 2009, 2010, 2011, 2013, 2014
- Включена во вторую сборную всех звёзд женской НБА 2005 года
- Обладательница приза имени Лили Маргарет Уэйд (2003)
- Обладательница студенческого приза имени Джеймса Нейсмита (2003 и 2004)
- Обладательница приза имени Нэнси Либерман (2003 и 2004)
- Самый ценный игрок женского чемпионата NCAA (2003 и 2004)
- Обладательница «Золотой корзины» как лучший легионер Российской женской Суперлиги (2007, 2008, 2009)